# Finale UEFA Europa League 2014
De finale van de Europa League van het seizoen 2013/14 werd gehouden op 14 mei 2014 in het Juventus Stadium in Turijn. Het Spaanse Sevilla nam het op tegen het Portugese Benfica, dat voor het tweede jaar op rij in de finale stond. Het duel eindigde op 0-0. In de strafschoppenreeks toonde Sevilla zich de sterkste. Na afloop werd Ivan Rakitić verkozen tot man van de wedstrijd.

## Organisatie
Op 20 maart 2012 koos de UEFA Executive Committee het Juventus Stadium in Turijn als locatie voor de Europa Leaguefinale van 2014. Op 30 augustus 2013 werd Ciro Ferrara benoemd als ambassadeur van de finale. De oud-verdediger won onder meer vijf landstitels en de UEFA Champions League met Juventus. In 1989 veroverde hij met Napoli ook de UEFA Cup.

### Juventus Stadium
Het was de eerste keer dat er een Europese finale werd georganiseerd in het Juventus Stadium. In de vroegere thuishavens van Juventus - het Stadio Comunale (1933-1990, 2006-2011) en het Stadio delle Alpi (1990-2006) - werden wel al UEFA Cupfinales gespeeld. De heenwedstrijden van de finales van 1977 en 1990 werden in het Stadio Comunale gespeeld, de heenwedstrijd van de finale van 1992 (met Juventus' stadsgenoot Torino FC als finalist) en de terugwedstrijd van 1993 vonden plaats in het Stadio delle Alpi.

## Voorgeschiedenis

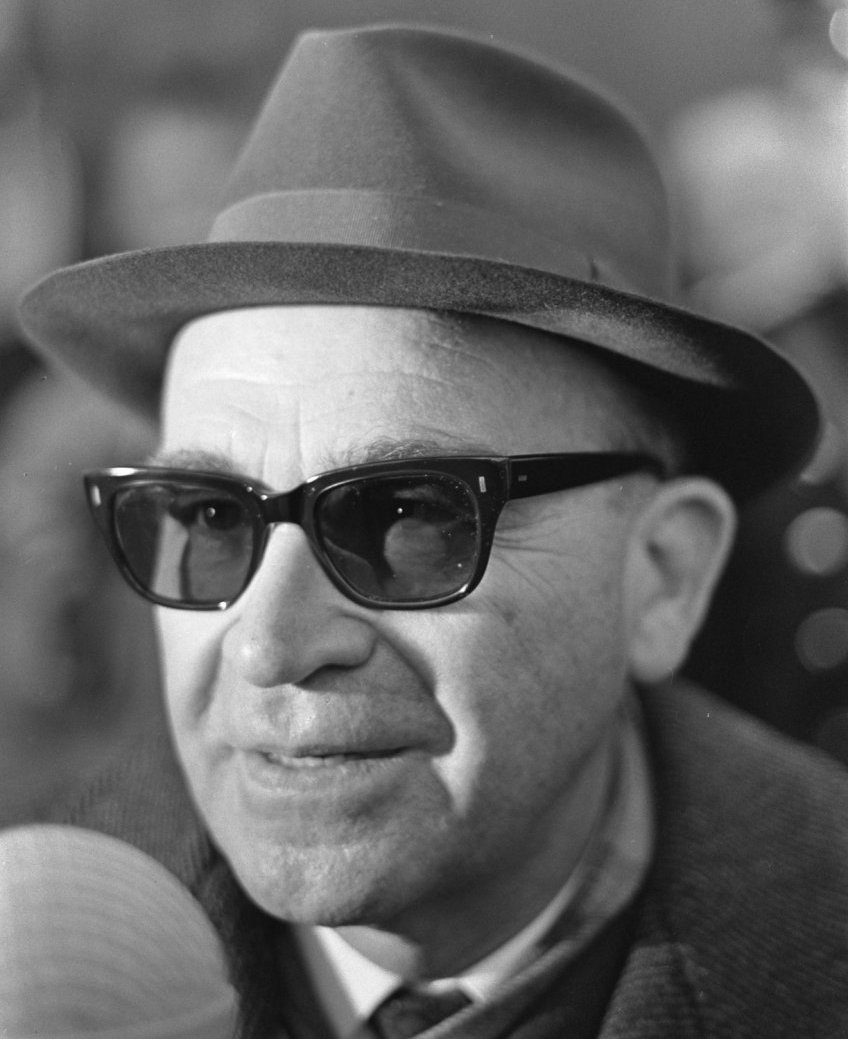
De Hongaarse trainer Béla Guttmann zou Benfica vervloekt hebben toen het bestuur weigerde om zijn contract te verlengen.

Sevilla kon voor de derde keer de UEFA Cup winnen en dus net als Juventus, Liverpool en Internazionale recordhouder worden. De Spaanse club won de trofee voor het eerst in 2006. Het versloeg toen in het Philips Stadion in Eindhoven het Engelse Middlesbrough met 4-0. In 2007 bereikte Sevilla opnieuw de finale. Ditmaal stond het team van trainer Juande Ramos tegenover de landgenoten van Espanyol. Na 120 spannende minuten werd het 2-2. In de strafschoppenreeks ontpopte doelman Andrés Palop zich tot de held van de finale. De Spaanse keeper stopte drie penalty's en bezorgde Sevilla zo voor het tweede jaar op rij de UEFA Cup.
Benfica stond al vaker in een Europese finale. In de jaren 60 bereikte het team van de in 2014 overleden stervoetballer Eusébio vijf keer de finale van de Europacup I. In zowel 1961 als 1962 won Benfica, dat toen geleid werd door de Hongaarse oefenmeester Béla Guttmann, de beker met de grote oren. Toen Guttmann vervolgens geen contractverlenging kreeg, vervloekte hij de club door te wensen dat Benfica honderd jaar lang geen kampioen van Europa meer zou worden. In 1963 en 1965 stonden de Portugezen opnieuw in de finale, maar verloren ze respectievelijk van de Italiaanse clubs AC Milan en Internazionale. Drie jaar later, in 1968, bereikte de generatie van Eusébio de finale voor de vijfde keer, maar trok Manchester United na verlengingen aan het langste eind. Het duurde twintig jaar alvorens Benfica opnieuw een Europese finale bereikte. In 1983 mocht de Portugese topclub het in de UEFA Cupfinale opnemen tegen RSC Anderlecht. De Brusselaars wonnen thuis met 1-0 en speelden in Lissabon 1-1 gelijk. Ook toen de Portugezen in 1988 voor de zesde keer in de finale van het kampioenenbal stonden, was het geluk nog steeds niet aan hun zijde. Benfica verloor in de finale tegen PSV na strafschoppen. In 1990 loodste de Zweedse succestrainer Sven-Göran Eriksson de roodhemden naar hun zevende finale in de Europacup I, maar opnieuw bleek AC Milan te sterk. In 2013 mocht het Benfica van trainer Jorge Jesus in de Amsterdam ArenA voor het eerst strijden om eindwinst in de Europa League. Benfica verloor in de finale met 2-1 van Chelsea, dat in de laatste minuut van de extra tijd het beslissende doelpunt scoorde.
In hun eerste duel in Europa namen Benfica en Sevilla het ook tegen elkaar op. In 1957/58 troffen beide clubs elkaar in de voorronde van de Europacup I. Sevilla won de heenwedstrijd in Spanje met 3-1 en speelde in Lissabon 0-0 gelijk. De Spaanse club stootte uiteindelijk door tot kwartfinale.

## Weg naar de finale

### Sevilla

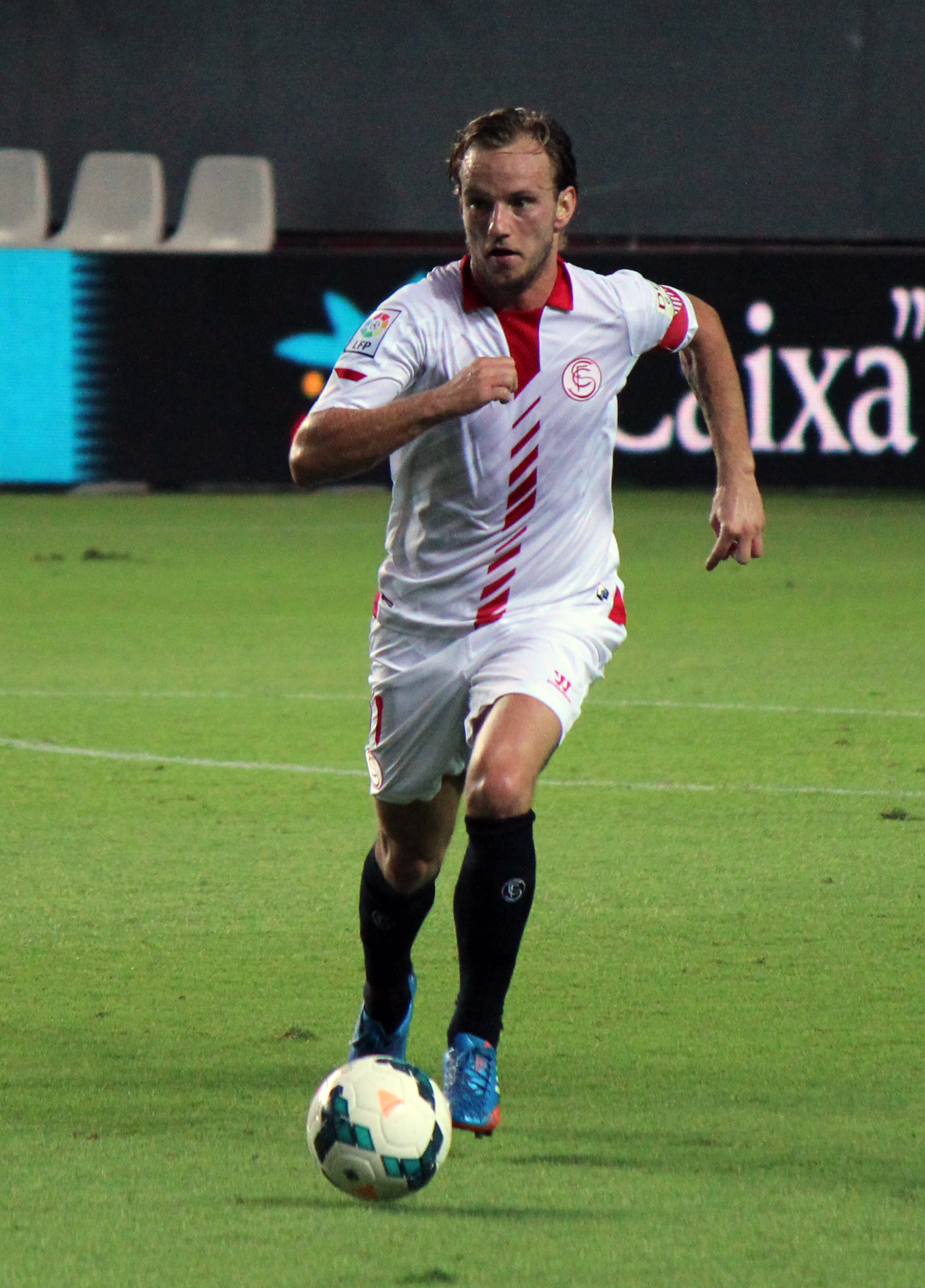
De Kroatische aanvoerder Ivan Rakitić loodste Sevilla van de derde voorronde naar de eindzege. In de finale werd hij verkozen tot Man van de Wedstrijd.

Sevilla werd in het seizoen 2012/13 negende in de Spaanse Primera División. Normaliter is die plaats onvoldoende om zich te plaatsen voor de Europa League, maar omdat bekerwinnaar Atlético Madrid zich ook kwalificeerde voor de Champions League, Málaga wegens financiële perikelen werd uitgesloten van Europees voetbal en Rayo Vallecano niet voldeed aan de UEFA-voorwaarden mocht Sevilla alsnog deelnemen aan de voorrondes van het toernooi. De Spaanse middenmoter kende geen problemen met het Montenegrijnse Mladost Podgorica (3-0 en 1-6) en het Poolse Slask Wroclaw (4-1 en 0-5) en mocht na vier klinkende zeges door naar de groepsfase. Daarin werd Sevilla ondergebracht in groep H, samen met SC Freiburg, Slovan Liberec en Estoril-Praia. Sevilla begon met een uitzege op het veld van het Portugese Estoril-Praia (1-2) en won nadien voor eigen volk van Freiburg (2-0). In de daaropvolgende dubbele confrontatie met Slovan Liberec werd het telkens 1-1 en ook in het tweede duel tegen Estoril-Praia kwamen de Spanjaarden niet verder dan 1-1. Hoewel Sevilla na het derde opeenvolgende gelijkspel aan de leiding bleef, konden ook Freiburg en Slovan Liberec zich nog plaatsen voor de volgende ronde. Sevilla klaarde de klus op de laatste speeldag door met 0-2 te winnen op het veld van Freiburg. In de 1/16 finale stonden de Spanjaarden tegenover NK Maribor. In een spannende heenwedstrijd gaven beide clubs elkaar geen duimbreed toe (2-2). Pas in de terugwedstrijd wist het team van coach Unai Emery afstand te nemen van de Slovenen; doelpunten van José Antonio Reyes en Kévin Gameiro zorgden voor een 2-1 zege. In de volgende ronde nam Sevilla het op tegen de stadsgenoten van Real Betis. Emery's elftal kende een slechte start en verloor de heenwedstrijd in het eigen Estadio Ramón Sánchez Pizjuán met 0-2. Maar ondanks de slechte uitgangspositie wist Sevilla zich toch nog te kwalificeren ten koste van Betis. Het won de terugwedstrijd met 0-2, dankzij doelpunten van Reyes en Carlos Bacca, en toonde zich ook in de daaropvolgende strafschoppenreeks het trefzekerst: 3-4. In de kwartfinale trof Sevilla met FC Porto opnieuw een Portugese tegenstander. In de heenwedstrijd moesten de Spanjaarden hun meerdere erkennen in Porto (1-0), maar in de terugwedstrijd draaide Sevilla de rollen om. Porto kwam er niet aan te pas en verloor met 4-1 na doelpunten van Ivan Rakitić, Bacca, Vitolo en Gameiro. In de halve finale mocht Sevilla het met Valencia opnieuw opnemen tegen landgenoten. Dit keerde kende het team van Emery, die van 2008 tot 2012 de trainer was van Valencia, een betere start. Sevilla won de heenwedstrijd overtuigend met 2-0 na doelpunten van Stéphane M'Bia en opnieuw Bacca. Maar Valencia leek net als in de kwartfinale voor een opvallende comeback te zorgen. Sevilla kwam 3-0 achter en leek zo goed als uitgeschakeld, maar in de extra tijd wisten Los Rojiblancos alsnog te scoren. M'Bia kopte Sevilla in de 94e minuut naar de finale.

### Benfica

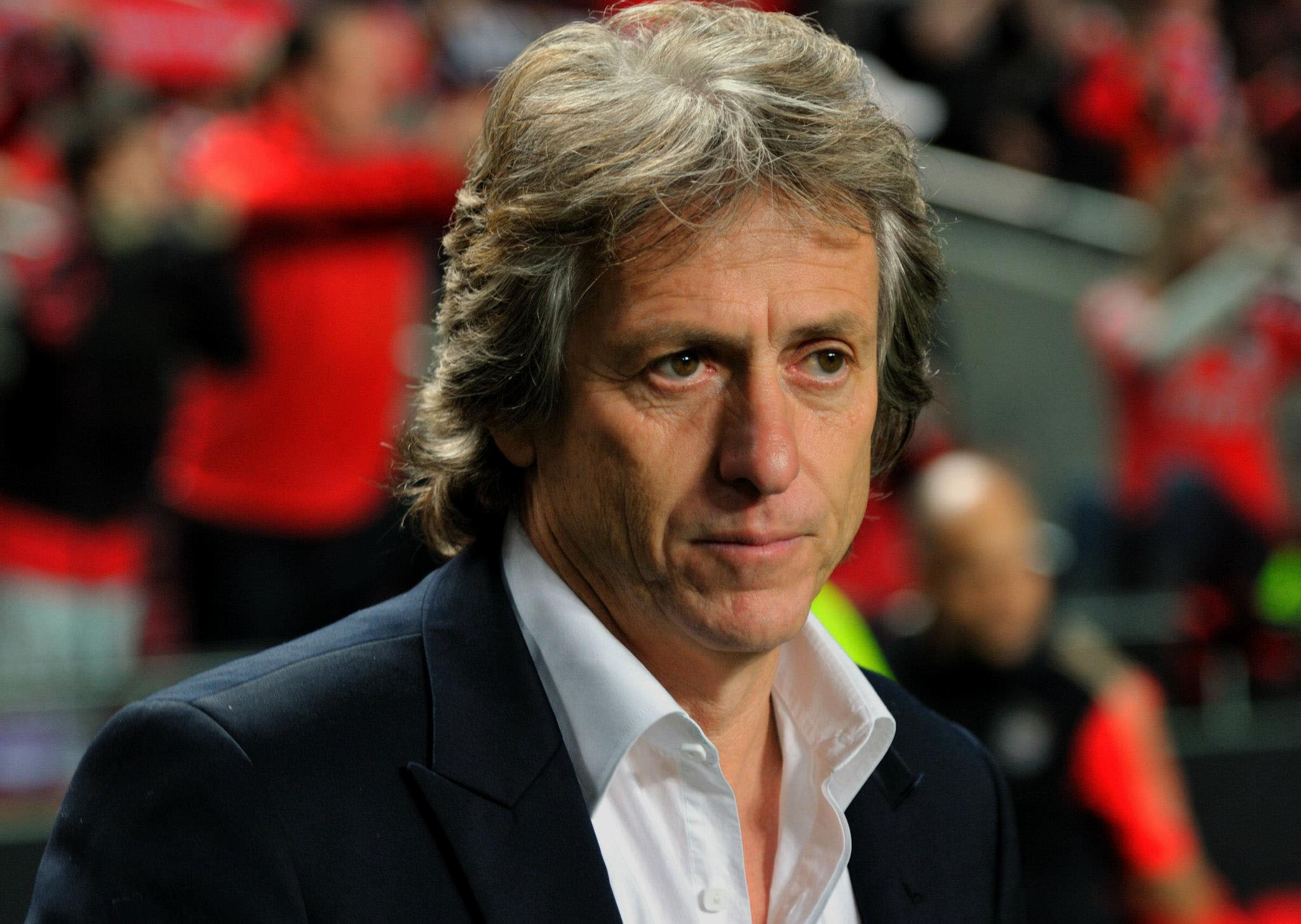
Jorge Jesus verloor met Benfica voor het tweede jaar op rij de finale.

Als Portugees vicekampioen kwalificeerde Benfica zich voor de groepsfase van de Champions League. Op het kampioenenbal werd het team van trainer Jorge Jesus ondergebracht in de groep van Paris Saint-Germain, Olympiakos en RSC Anderlecht. De Portugezen wonnen hun openingsduel tegen Anderlecht met 2-0, maar gingen nadien kansloos onderuit tegen het Frans sterrenelftal van PSG. Al snel bleek dat Benfica met Olympiakos om de tweede plaats zou strijden. De Grieken speelden in Lissabon 1-1 gelijk en wonnen voor eigen volk met 1-0. Benfica bleef achter op de derde plaats met vier punten en kon ook nog door Anderlecht voorbijgestoken worden. Maar op de volgende speeldag telde het elftal van Jesus de Belgische club volledig uit door met 2-3 te gaan winnen in Brussel. Benfica deed op de slotspeeldag nog een gooi naar de tweede plaats. Het versloeg groepswinnaar PSG met 2-1, maar zag dat ook Olympiakos won en belandde zo ondanks een totaal van tien punten in de 1/16 finale van de Europa League. Daarin nam Benfica het met PAOK Saloniki opnieuw tegen een Griekse club op. Ditmaal kenden de Portugezen geen problemen; Benfica plaatste zich na twee zeges (0-1 en 4-0) zonder tegendoelpunt voor de volgende ronde. In de 1/8 finale trof Benfica de Engelse subtopper Tottenham Hotspur. Het elftal van Jesus diende de Britten al in de heenwedstrijd een klap toe. Op White Hart Lane werd het 1-3 na een goal van Rodrigo en twee van aanvoerder Luisão. Tottenham maakte het in de terugwedstrijd nog even spannend door twee doelpunten van Nacer Chadli, maar verder dan een 2-2 gelijkspel kwamen de Engelsen niet. In de kwartfinale stond Benfica tegenover AZ. In een gesloten heenwedstrijd strafte Eduardo Salvio meteen na de rust een uitschuiver van aanvoerder Nick Viergever af: 1-0. Benfica gaf de goede uitgangspositie niet meer uit handen en versloeg AZ ook voor eigen volk (2-0). Het was de vierde keer in zes wedstrijden dat Benfica de nul hield in de Europa League. In de heenwedstrijd van de halve finale tegen Juventus lukte dat niet. Benfica kwam al snel 1-0 voor dankzij een kopbal van de Argentijnse verdediger Ezequiel Garay, maar diens landgenoot Carlos Tévez maakte na de rust gelijk. In de slotminuten knalde Lima de bal hoog in het doel van Gianluigi Buffon, waardoor Benfica alsnog met de zege aan de haal ging. De terugwedstrijd in het Juventus Stadium werd een bitsig duel. Vooral de tweede helft werd ontsierd door tal van gele en rode kaarten. Eerst kreeg Enzo Pérez twee keer geel, nadien werden ook bankzitters Mirko Vučinić en Lazar Marković naar de tribune verwezen na een opstootje. Het bleef uiteindelijk 0-0.

## Wedstrijd

### Wedstrijdverslag

#### Eerste helft
In een gesloten eerste helft met weinig grote doelkansen toonde beide teams zich vooral gevaarlijk in het openingskwartier. Vitolo haalde na vijf minuten de achterlijn en legde goed terug op spits Carlos Bacca, maar de Colombiaan aarzelde en kwam niet tot een schot. Enkele minuten later lanceerde opnieuw Sevilla een snelle tegenaanval via aanvoerder Ivan Rakitić. De Kroaat bereikte Bacca, maar ditmaal stond de Colombiaanse aanvaller buitenspel. Na de twee kleine kansen lieten de Spanjaarden zich twee keer negatief opmerken. In enkele minuten tijden pakte zowel Federico Fazio als Alberto Moreno een gele kaart. Vooral linksachter Moreno mocht blij zijn met enkel geel, want hij schoffelde Miralem Sulejmani onderuit met een late tackle. De Servische rechtsbuiten blesseerde zich aan de schouder en werd tien minuten later vervangen door André Almeida. Bij de vrijschop die volgde op Moreno's overtreding was Benfica dicht bij de openingstreffer. Doelman Beto duwde de bal in de voeten van Ezequiel Garay, maar de Argentijn van Benfica kreeg de bal niet onder controle. Ook nadien bleef het duel in evenwicht. Sevilla dreigde nog even met een schot van Moreno, Benfica probeerde het via een kopbal van aanvoerder Luisão. In de extra tijd dwong Benfica nog drie gevaarlijke kansen af. Eerst werd Maxi Pereira diep gestuurd, maar de Uruguyaan kreeg de bal niet voorbij een twijfelende Beto. Meteen daarna slalomde Rodrigo zich door de verdediging van Sevilla, maar ook zijn schot werd gestopt door Beto. Een minuut later probeerde Nicolás Gaitán zich voorbij Fazio te wurmen, maar de Argentijnse verdediger liet zich niet aftroeven. Gaitán werd naar de grond gewerkt en kwam niet tot een schot. Benfica eiste een strafschop, maar scheidsrechter Felix Brych ging er niet op in.

#### Tweede helft
De tweede helft begon uitstekend voor Benfica. Op de linkerflank werd de vrijstaande Gaitán aangespeeld. Het schot van de middenvelder zoefde voorbij doelman Beto, maar werd nog voor de doellijn gekeerd door Nicolás Pareja. In de nasleep van die actie kwam Benfica nog tot twee schoten, maar die werden telkens geblokt door een Spaanse verdediger. Niet veel later kreeg Sevilla een grote kans. José Antonio Reyes werd diep gestuurd, maar de Spanjaard werd gehinderd door Luisão  en kon zijn schot niet kadreren. Enkele minuten later zette opnieuw Reyes doelman Jan Oblak aan het werk met een schot uit de tweede lijn. Nadien eiste Benfica nog twee keer een strafschop. Eerst na ongelukkig uitglijden van Moreno, wat later na een betwistbare handsbal. Telkens weigerde scheidsrechter Brych om de bal op de stip te leggen. Na 60 minuten toonde Reyes zich een derde keer. Coke bereikte op de rechterflank de achterlijn en legde goed terug op Reyes, die zijn schot in één tijd gestopt zag worden door de doelman. Tien minuten was het opnieuw de beurt aan Benfica. Maxi Pereira snelde Rakitić voorbij en speelde Lima aan in het strafschopgebied. Maar de Braziliaanse spits verknoeide de kans door over de bal te trappen. In de 84e minuut probeerde Lima zijn misser recht te zetten door Beto van op zo'n 30 m onder vuur te nemen, maar de doelman duwde de knal over. Meteen daarna schatte Beto een hoge voorzet verkeerd in. Garay kon niet profiteren en kopte het leer over. In de slotseconden kon opnieuw Garay zijn voet nog tegen de bal zetten na wat geharrewar bij een hoekschop, maar zijn schot ging hoog over. Zo eindigde ook de kansrijke tweede helft op 0-0.

#### Verlengingen
In de 99e minuut mocht Benfica centraal voor doel een vrijschop nemen. Lima wist de bal laag te houden, maar doelman Beto slaagde er met het nodige geluk in om het leer uit zijn doel te duwen. Een minuut later stuurde de Kroatische spelverdeler Rakitić zijn ploegmaat Bacca diep. De Colombiaan stormde op Oblak af en probeerde de bal met de buitenkant van zijn linkervoet naar de verste paal te krullen. Zijn hard schot vloog net naast. In de tweede verlenging was er nog een grote kans voor Sevilla. Invaller Kevin Gameiro kon Bacca aanspelen voor doel, maar besloot zelf te schieten. Zijn knal eindigde in het zijnet.
In de strafschoppenreeks ontpopte doelman Beto zich tot de held van de finale. Hij stopte twee strafschoppen van Benfica en bezorgde zijn team zo de eindzege. De Fransman Gameiro trapte de beslissende strafschop binnen.

### Wedstrijddetails
|                   |                          |              |                             |                                                                                       |
| 14 mei 2014 20:45 | Sevilla FC               | 0 – 0 (n.v.) | SL Benfica                  | Juventus Stadium, Turijn Toeschouwers: 33.120 Scheidsrechter: Felix Brych (Duitsland) |
| 14 mei 2014 20:45 |                          |              |                             | Juventus Stadium, Turijn Toeschouwers: 33.120 Scheidsrechter: Felix Brych (Duitsland) |
| 14 mei 2014 20:45 | Strafschoppen            |              |                             | Juventus Stadium, Turijn Toeschouwers: 33.120 Scheidsrechter: Felix Brych (Duitsland) |
| 14 mei 2014 20:45 | Bacca M'Bia Coke Gameiro | 4 – 2        | Lima Cardozo Rodrigo Luisão | Juventus Stadium, Turijn Toeschouwers: 33.120 Scheidsrechter: Felix Brych (Duitsland) |

| Sevilla | Benfica |

| Sevilla FC:    |    |                    |          |
|                |    |                    |          |
| GK             | 13 | Beto               |          |
| RB             | 23 | Coke               | 98'      |
| CB             | 21 | Nicolás Pareja     |          |
| CB             | 2  | Federico Fazio     | 11'      |
| LB             | 16 | Alberto Moreno     | 13'      |
| CM             | 40 | Stéphane M'Bia     |          |
| CM             | 6  | Daniel Carriço     |          |
| AM             | 11 | Ivan Rakitić       |          |
| RW             | 19 | José Antonio Reyes | 78'      |
| CF             | 9  | Carlos Bacca       |          |
| LW             | 20 | Vitolo             | 110'     |
| Wisselspelers: |    |                    |          |
| GK             | 1  | Javi Varas         |          |
| DF             | 3  | Fernando Navarro   |          |
| DF             | 5  | Diogo Figueiras    | 110'     |
| MF             | 7  | Marko Marin        | 78' 104' |
| MF             | 12 | Vicente Iborra     |          |
| MF             | 15 | Piotr Trochowski   |          |
| FW             | 18 | Kevin Gameiro      | 104'     |
| Coach:         |    |                    |          |
| Unai Emery     |    |                    |          |

| SL Benfica:    |    |                    |          |
|                |    |                    |          |
| GK             | 41 | Jan Oblak          |          |
| RB             | 14 | Maxi Pereira       |          |
| CB             | 4  | Luisão             |          |
| CB             | 24 | Ezequiel Garay     |          |
| LB             | 16 | Guilherme Siqueira | 30' 99'  |
| CM             | 6  | Ruben Amorim       |          |
| DM             | 30 | André Gomes        |          |
| CM             | 20 | Nicolás Gaitán     | 119'     |
| RW             | 8  | Miralem Sulejmani  | 25'      |
| CF             | 11 | Lima               |          |
| LW             | 19 | Rodrigo            |          |
| Wisselspelers: |    |                    |          |
| GK             | 1  | Artur              |          |
| DF             | 3  | Steven Vitória     |          |
| FW             | 7  | Óscar Cardozo      | 99'      |
| MF             | 10 | Filip Đuričić      |          |
| DF             | 33 | Jardel             |          |
| MF             | 34 | André Almeida      | 25' 100' |
| FW             | 90 | Ivan Cavaleiro     | 119'     |
| Coach:         |    |                    |          |
| Jorge Jesus    |    |                    |          |